# Manau (Népal)
Pour les articles homonymes, voir Manau (homonymie).
Manau (en népalais : मनाऊ) est un comité de développement villageois du Népal situé dans le district de Bardiya. Au recensement de 2011, il comptait 6 357 habitants.